# Numero primo di Wieferich
In matematica, un primo di Wieferich è un numero primo p tale che p² divide 2p − 1 − 1; si confronti questo con il piccolo teorema di Fermat, secondo cui ogni primo p divide 2p − 1 − 1. I primi di Wieferich vennero descritti per la prima volta nel 1909 da Arthur Wieferich, in lavori riguardanti l'ultimo teorema di Fermat.

## La ricerca dei primi di Wieferich
Gli unici primi di Wieferich conosciuti sono 1093 e 3511, trovati rispettivamente da W. Meissner nel 1913 e N. G. W. H. Beeger nel 1922; se ne esistono altri, devono essere > 1,25×1015. Si è congetturato che esista solo una moltitudine finita di primi di Wieferich; la congettura è tutt'oggi indimostrata, anche se J. H. Silverman nel 1988 fu in grado di dimostrare che se la congettura abc regge, allora per ogni intero positivo a > 1, esiste una moltitudine infinita di primi p tali che p² non divide ap − 1 − 1.

## Proprietà dei primi di Wieferich
- Primi di Wieferich e numeri di Mersenne.

Un numero di Mersenne è definito come Mq = 2q −1 (dove q è primo) e per il piccolo teorema di Fermat si sa che Mp−1 (= 2p−1−1) è sempre divisibile per un primo p.
Inoltre, può essere che, con q che è un fattore primo di p−1 anche Mq < Mp−1 sia divisibile per p.
Dalla definizione di primo di Wieferich w si ha che 2w−1 −1 sia divisibile per w2 e non solo per w.
Ora q può essere un fattore di w−1, e Mq è ancora divisibile per w; quindi la domanda che sorge è se esiste un numero di Mersenne Mq, che sia anche divisibile per w2 o possa essere esso stesso un primo di Wieferich.
Si può anche mostrare che 
se w2 divide 2w−1−1, e w dividesse Mq (= 2q−1), dove q è il divisore primo di w−1
allora anche w2 deve dividere Mq; quindi Mq conterrebbe un quadrato (e non potrebbe essere primo).
I due primi di Wieferich noti w=1093 e w=3511, non soddisfano la condizione di dividere un numero di Mersenne Mq con esponente primo q; quindi 
nessun primo di Wieferich è un fattore di un numero di Mersenne.
Ma che questo sia impossibile in generale non è attualmente noto; una versione più generale di questa domanda è: I numeri di Mersenne sono tutti interi privi di quadrati?
Poiché qualsiasi Mq contenente un primo di Wieferich w deve anche contenere w2, ne segue immediatamente che non sarà primo. Quindi
un primo di Mersenne non può essere un primo di Wieferich.
- Generalizzazione ciclotomica

Per una generalizzazione ciclotomica della proprietà di Wieferich (np−1)/(n−1) divisibile per w2 esistono soluzioni come 
(35 - 1)/(3-1) = 112
e anche esponenti superiori a 2 come in
(196 - 1)/(19-1) divisibile per 73
- Inoltre, se w è un primo di Wieferich, allora 2w2 = 2 (mod w2).

## Primi di Wieferich e Ultimo teorema di Fermat
Il seguente teorema che collega i primi di Wieferich e l'ultimo teorema di Fermat venne dimostrato da Wieferich nel 1909:
Sia p un numero primo, e siano x, y, z interi tali che xp + yp + zp = 0. Si assuma inoltre che p non divida il prodotto xyz. Allora p è un primo di Wieferich.
Nel 1910, Mirimanoff fu in grado di espandere il teorema mostrando che, se le precondizioni del teorema sono vere per qualche primo p, allora p² deve dividere anche 3p − 1. I numeri primi di questo tipo sono stati talvolta chiamati primi di Mirimanoff, ma il nome non è entrato nella terminologia matematica generalmente in uso.